# Provider Aggregatable Address Space
Provider Aggregatable Address Space (PA-Adressraum) sind Internet-Protokoll-Adressen, die von einer Regional Internet Registry (RIR) an eine Local Internet Registry (LIR) vergeben werden (engl. allocated), die diese in kleinere Netze aufteilt (sub-allocated) und ihren Kunden zuweist (assigned).
Kauft z. B. ein kleinerer Internetdienstanbieter Anbindung zu weiteren Teilnehmernetzen bei einem größeren Internetdienstanbieter (meist einer LIR) ein, so erhält von diesem für gewöhnlich PA-IP-Adressen, wenn er nicht selbst über eigene provider-unabhängige Adressen (PI) verfügt. Dies führt zu Schwierigkeiten, wenn der kleinere Anbieter mehrere Internetanbindungen nutzen oder seinen Internetdiensteanbieter wechseln möchte, da die IP-Adressen beim LIR verbleiben und zurückgegeben werden müssen.